# Colón (Kolumbia)
Colón – miasto w Kolumbii, w departamencie Putumayo.